# Ingvild Snildal
Ingvild Snildal (ur. 25 sierpnia 1988 w Asker) – norweska pływaczka specjalizująca się w stylu motylkowym, brązowa medalistka mistrzostw świata, mistrzyni Europy, srebrna i brązowa medalistka mistrzostw Europy (basen 25 m). Uczestniczka Igrzysk Olimpijskich.
Największy indywidualny sukces odniosła w mistrzostwach świata w 2009 w Rzymie zdobywając brązowy medal w wyścigu na 50 m stylem motylkowym.